# Aktaio (Ahaia)
Aktaio  este un oraș în Grecia în Prefectura Ahaia.